# باتلفيلد 2142
باتلفيلد 2142 (بالإنجليزية: Battlefield 2142؛ يترجم كـ « ساحة المعركة »)‏ هي لعبة فيديو من نوع (تصويب منظور الشخص الأول ، حرب), من نشر (شركة إلكترونيك آرتس) ومن تطوير (ديجيتال إلوجينز سي إي), صدرت اللعبة في 17 أكتوبر 2006 في الولايات المتحدة , و18 أكتوبر 2006 في أستراليا , و20 أكتوبر 2006 في أوروبا, على منصة مايكروسوفت ويندوز وماك أو إس عشرة.

لعبة إستراتيجية فريدة من نوعها [وفقًا لِمَن؟] فهي تجسد النظام الحربي وتتيح للأعب إمكانية استخدام كل ماهو متاح وكل ما يستخدم في الحروب من دبابات وروبوتات وطائرات وحتى السيارات والمدافع ومضادات الطائرات و غيرها.

## القصة
في كوكب الأرض مع بداية عصر جليدي جديد وتكنولوجيا متطورة وتقل المصادر الارضية والطاقة ويبدأ الصراع على تلك المصادر بين قوتين عظمتين في مختلف أنحاء الكوكب أو بمعنى آخر «البقاء للأقوي» فهنا تحارب كي تسيطر على مصادر كل شيء وتبقى.

## متطلبات التشغيل
أقل متطلبات تشغيل:
- نظام التشغيل: ويندوز XP
- المعالج: 1.7 كيلوهرتز
- الرام: 512 ميجابايت
- كرت الشاشة: 128 ميجابايت
- المساحة المطلوبة في القرص الصلب: 1.8 جيجابايت
- سرعة الإنترنت المطلوبة: 128kbit

أفضل متطلبات تشغيل:
- نظام التشغيل: ويندوز XP
- المعالج: 3.0 كيلوهرتز
- الرام: 1.5 جيجابايت
- كرت الشاشة: 256 ميجابايت
- المساحة المطلوبة في القرص الصلب: 1.8 جيجابايت
- سرعة الإنترنت المطلوبة: 512kbit

## وصلات خارجية
- الموقع الرسمي
- العرض الرسمي للعبة . على يوتيوب
- طريقة اللعب . على يوتيوب